# Костёр безостый
Костёр безо́стый, или Костре́ц безостый (лат. Brōmus inērmis) — вид однодольных растений рода Костёр (Bromus) семейства Злаки (Poaceae). Растение впервые описано в 1761 году немецким ботаником Фридрихом Вильгельмом фон Ляйссером. Одно из лучших кормовых растений.

## Распространение и экология
Широко распространён в Европе, в Центральной и Восточной Азии и Северной Америке. В России встречается в Черноземье, Поволжье, в западной и восточной Сибири.
Встречается на лугах, на берегах водоёмов, в разреженных лесах, у дорог. 
Размножается семенами и вегетативно — побегами кущения, частями корневища, дёрном и рассадой. Семена в поле начинает прорастать при 4—6 °С. Хорошая всхожесть сохраняется 3—4 года, а через 6—7 лет сильно снижается. В лаборатории при вегетативном размножении куста укоренилось 81 %, а в поле 94 %. Растение преимущественно озимого типа. Вегетационный период у ранних сортов длится 80—90 дней, у среднеспелых 95—110 дней. 
Хорошо растёт на разных типах почв степной, лесостепной и лесной зон. Плохо на кислых, засоленных, заболоченных, тяжелых, заплывающих. Выносит длительное затопление полыми водами. Отрицательно реагирует на близость грунтовых вод и весьма положительно отзывается на орошение. Устойчив к весенним заморозкам и холодоустойчив — выдерживая суровый климат Мурманской области и Дальнего Востока. Отмечается высокая засухоустойчивость. 
Среди основных болезней мучнистая роса, головня, спорынья, ржавчина, склеротиния, гельминтоспориоз. Из вредителей повреждается проволочниками, шведской мухой, синеглазкой, стеблевыми хлебными брошки, злаковый клещ. 
В диких условиях нередко образует чистые заросли. С видом конкурируют свербига восточная, вербейник монетный, мятлик луговой, ряд других злаков и бобовых. 

## Ботаническое описание

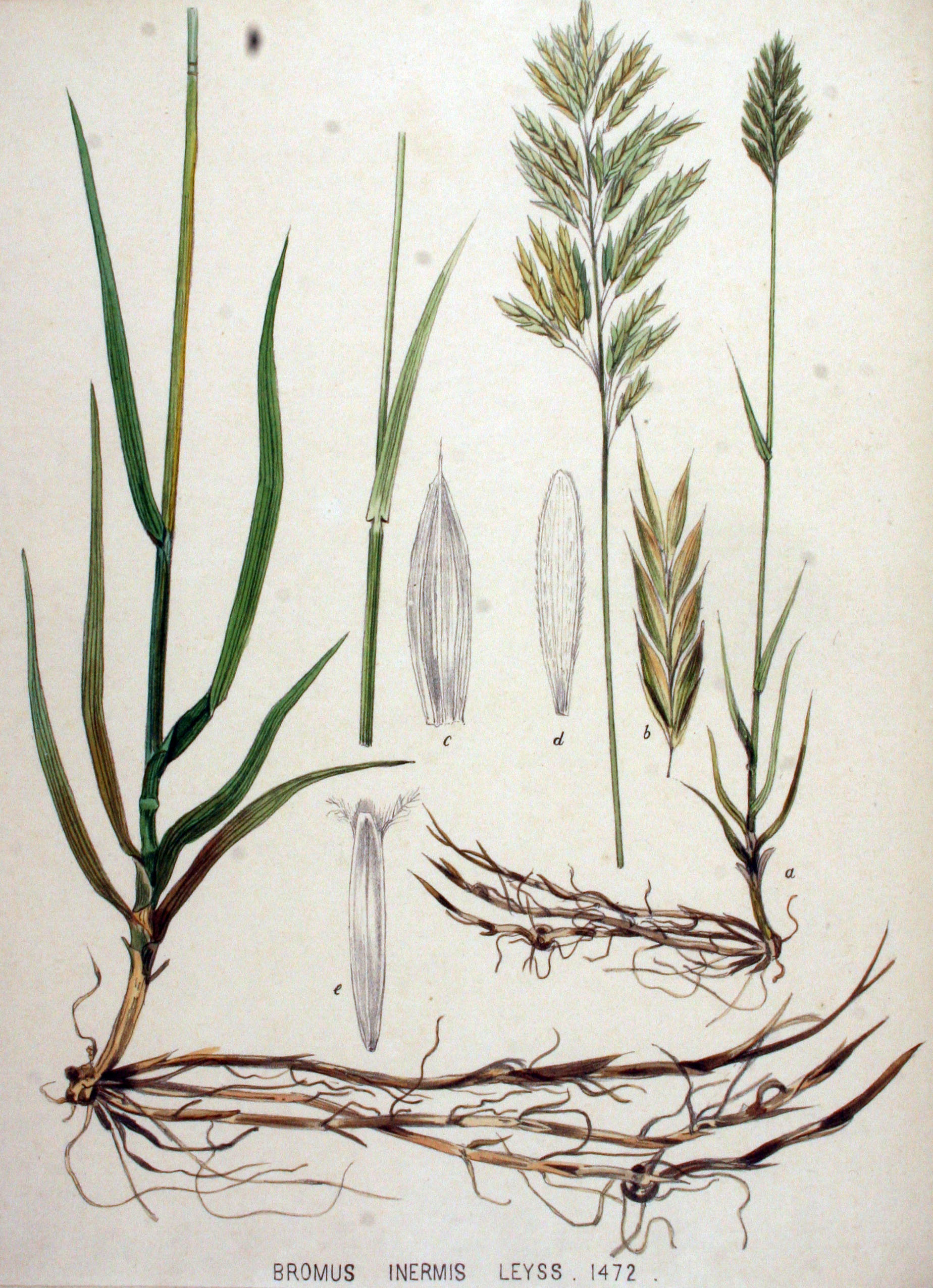

Многолетнее корневищное растение. Мочковатые корни проникают на глубину до 160—200 см. Стебли прямые, утолщенные, хорошо облиственные, почти голые, 80—160 см в высоту. Листья широко-линейные, зелёные, иногда антоциановые, листовые пластинки 4—10 мм шириной. Соцветие — рыхлая метёлка, развесистая, серовато-зелёная, нередко с антоцианом, 10—16 см длины, на севере более крупная, при  среднем количестве семян в 1 метёлке 65—70 и максимальном 100—110. Колоски с 5—12 цветками, ланцетные, зелёные или антоциановые. Плод — сплюснутая, удлинённая тёмно-коричневая семянка. Масса 100 семян 3,5—3,8 грамм с колебанием от 3 до 5 грамм. Масса семян 1 метёлки 400—450 грамм.
Цветение наступает через 2—2,5 месяца после отрастания или с конце июня и в июле. Семена созревают с конца июля до начала августа, на севере до середины августа. Проходит цветение в период наименьшей влажности воздуха, во второй половине дня. 
Продолжительность жизни — 5—7 лет; может достигать 10—20 лет на пойменных участках.

## Значение и применение
Хорошее растения для пастбища. Крупным рогатым скотом хорошо поедается весной и летом, с начала колошения и до цветения поедается удовлетворительно, осенью и зимой плохо. Хорошо поедается лошадьми. Удовлетворительно алтайским маралом (Cervus elaphus sibiricus). Верблюдами поедается посредственно. В состоянии выхода в трубку хорошо поедается овцами, во время колошения и цветения удовлетворительно. Овцы главным образом поедают листья и изредка скусывают метёлки. На ранних фазах вегетации хорошо поедается кроликами, удовлетворительно гусями. В сене поедается всеми видами сельскохозяйственных животных и даже способствует повышению молочности дойных коров. 
Полного развития достигает на 2—3 год, но уже в 1-й год даёт значительную кормовую массу. При сенокошении наибольший выход протеина получается в фазу выброса метёлки. При скашивании до наступления цветения даёт второй укос и отаву, пригодную для выпаса скота. Хорошо отрастает после стравливании скотом. Относительно устойчив к выпасу. Без применения удобрений урожай заметно падает через 6—7 лет. С применением удобрений может держаться продолжительное время — 15—20 лет. 
Имеет значение для восстановления плодородия почв, особенно при посеве с бобовыми травами, так как накапливает большое количество корневых остатков. Хороший предшественник для зерновых, овощных, бахчевых, картофеля.
Значительные исследования культуры были проведены И. Н. Клингеном. В России используется 45 селекционных и местных сортов. Наибольшее распространение получили Моршанский 760, СибНИИСХоз 89, Свердловский 38.

## Ботаническая классификация

### Синонимика
По данным The Plant List на 2013 год, в синонимику вида входят:
- Bromopsis inermis var. aristata (Schur) Tzvelev
- Bromopsis inermis subsp. aristata (Schur) Tzvelev
- Bromopsis inermis subsp. australis (Zherebina) Tzvelev
- Bromopsis inermis var. hirta (Drobow) Tzvelev
- Bromopsis inermis var. malzevii (Drobow) Tzvelev
- Bromopsis inermis var. pellita (Beck) Tzvelev
- Bromopsis inermis subsp. reimannii (Asch. & Graebn.) Dostál
- Bromus erectus var. laxus (Hornem.) Heynh.
- Bromus erectus var. laxus (Hornem.) Döll
- Bromus glabrescens Honda
- Bromus inermis f. aristatus Drobow
- Bromus inermis var. aristatus Schur
- Bromus inermis subsp. australis Zherebina
- Bromus inermis f. bulbiferus J.W.Moore
- Bromus inermis var. contractus Röhl.
- Bromus inermis var. divaricatus Rohlena
- Bromus inermis var. flexuosus Drobow
- Bromus inermis f. glabratus Drobow
- Bromus inermis var. grandiflora Rupr.
- Bromus inermis var. hirsutus Celak.
- Bromus inermis var. hirtus Drobow
- Bromus inermis subsp. inermis
- Bromus inermis var. inermis
- Bromus inermis var. latifolia Podp.
- Bromus inermis var. laxus (Hornem.) Griseb.
- Bromus inermis var. macrostachys Podp.
- Bromus inermis var. magnificus Podp.
- Bromus inermis var. malzevii Drobow
- Bromus inermis f. muticus Drobow
- Bromus inermis f. pellitus (Beck) Todor
- Bromus inermis var. pellitus Beck
- Bromus inermis var. pilosus Freyn
- Bromus inermis var. podolicus Zapal.
- Bromus inermis f. proliferus Louis-Marie
- Bromus inermis subsp. reimannii (Asch. & Graebn.) Soó
- Bromus inermis var. reimannii Asch. & Graebn.
- Bromus inermis subsp. reimannii Asch. & Graebn.
- Bromus inermis var. reimannii (Asch. & Graebn.) Soó
- Bromus inermis var. subulatus Trin. ex Rupr.
- Bromus inermis f. villosus (Mert. & W.D.J.Koch) Fernald
- Bromus inermis var. villosus (Mert. & W.D.J.Koch) Beck
- Bromus inopinatus B.B.Brues & C.T.Brues
- Bromus latifolius Kar. & Kir.
- Bromus laxus Hornem.
- Bromus pskemensis Pavlov
- Bromus reimannii (Asch. & Graebn.) Asch. & Graebn.
- Bromus tatewakii Honda
- Festuca inermis (Leyss.) DC.
- Festuca inermis var. inermis
- Festuca inermis var. villosa Mert. & W.D.J.Koch
- Festuca leysseri Moench
- Festuca poioides Thuill.
- Festuca rubra subsp. villosa (Mert. & W.D.J.Koch) S.L.Liou
- Festuca speciosa Schreb.
- Forasaccus inermis (Leyss.) Lunell
- Poa bromoides (Leyss.) Mérat
- Schedonorus inermis (Leyss.) P.Beauv.
- Zerna inermis (Leyss.) Lindm.
- Zerna inermis var. malzevii (Drobow) Tzvelev

Костёр безостый имеет местные названия во многих европейских языках.